# Burretiodendron obconicum
Burretiodendron obconicum är en malvaväxtart som beskrevs av Woon Young Chun och F.C. How. Burretiodendron obconicum ingår i släktet Burretiodendron och familjen malvaväxter. Inga underarter finns listade i Catalogue of Life.